# 放克豪斯 (伊利諾伊州)
放克豪斯（英語：Funkhouser）是位於美國伊利諾伊州埃芬漢縣的一個非建制地區。該地的面積和人口皆未知。

## 地理
放克豪斯的座標為39°05′39″N 88°37′16″W / 39.09417°N 88.62111°W，而該地的平均海拔高度為177米（即581英尺）。